# .38ロングコルト弾
.38ロングコルト弾（38ロングコルトだん、英: .38 Long Colt）は1875年にコルト・ファイヤーアームズ社が開発したアメリカ軍の拳銃弾である。
1892年にアメリカ軍に正式採用された。米比戦争で実践投入されるとモロ族との戦闘で威力不足が問題になり.45ACP弾へ置き換えられていく。
この拳銃弾はアメリカ人に小口径弾薬の打撃力に対する不信感を植え付ける原因となった。
.380ACP弾が弾頭重量5.8 gで初速300 m/s、運動エネルギー270 Jであり9x19mmパラベラム弾が弾頭重量7.5 gで初速360 m/s、運動エネルギー483 Jを持っているのと比べると、.38ロングコルト弾は弾頭重量8.1 gで初速235 m/s、運動エネルギー224 Jしかなく、口径が小さいからと言うより現代の拳銃弾と比べても明らかに銃弾のエネルギーが小さいのである。
ガンパウダーには130グレーン（8.4g）の黒色火薬を使用しており、無煙火薬を使用する現代の弾薬に比べると明らかに威力不足である。
.38ロングコルト弾と.45ACP弾の比較をそのまま現代の9x19mmパラベラム弾と.45ACP弾の比較に当てはめることは出来ない。
しかし、科学的な比較ではなく感覚的な問題としてアメリカでは現代でも小口径弾薬の打撃力は足りないという考えが強い。
現代でもカリフォルニアのTen-X Ammunition社によって製造されており、オリジナルと同じ黒色火薬を充填した物と無煙火薬を充填した弾が売られている。

## 使用する銃
- コルトM1892
- S&W M10